# Marco Huser
Marco Huser (ur. 12 listopada 1979) – szwajcarski snowboardzista. Zajął 9. miejsce w snowcrossie na igrzyskach w Turynie. Na mistrzostwach świata najlepszy wynik uzyskał na mistrzostwach w Whistler, gdzie zajął 5. miejsce w snowcrossie. Najlepsze wyniki w Pucharze Świata osiągnął w sezonie 2005/2006, kiedy to zajął 20. miejsce w klasyfikacji generalnej, a w klasyfikacji snowcrossu był piąty.

## Sukcesy

### Igrzyska olimpijskie
| Miejsce | Dzień     | Rok  | Miejscowość | Konkurencja    | Zwycięzca    |
| ------- | --------- | ---- | ----------- | -------------- | ------------ |
| 9.      | 14 lutego | 2006 | Turyn       | Snowboardcross | Seth Wescott |

### Mistrzostwa Świata
| Miejsce | Dzień       | Rok  | Miejscowość | Konkurencja    | Zwycięzca        |
| ------- | ----------- | ---- | ----------- | -------------- | ---------------- |
| 17.     | 19 stycznia | 2003 | Kreischberg | Snowboardcross | Xavier de Le Rue |
| 5.      | 16 stycznia | 2005 | Whistler    | Snowboardcross | Seth Wescott     |
| 20.     | 14 stycznia | 2007 | Arosa       | Snowboardcross | Xavier de Le Rue |

### Puchar Świata

#### Miejsca w klasyfikacji generalnej
- 2002/2003 - -
- 2003/2004 - -
- 2004/2005 - -
- 2005/2006 - 20.
- 2006/2007 - 72.

#### Miejsca na podium
1. Arosa – 16 marca 2003 (Snowcross) - 3. miejsce
2. Nassfeld – 14 grudnia 2004 (Snowcross) - 3. miejsce
3. Kronplatz – 14 stycznia 2006 (Snowcross) - 2. miejsce
4. Furano – 17 marca 2006 (Snowcross) - 2. miejsce